# Villa Baldironi Reati
Villa Reati o Villa Baldironi Paleari Reati, è una tipica Villa di delizia della Brianza in Lombardia.
È situata nel comune di Lissone, in Via Fiume, 3.

## Storia
La struttura fu parte di un più ampio complesso che nel corso degli anni è stato trasformato secondo i gusti del tempo e delle diverse famiglie, che si avvicendarono nella proprietà come:
- i Baldironi, dal 1450 al 1897
- i Paleari,   dal 1897 al 1940
- i Reati, da cui la villa prese poi il nome, dal 1940 al 1981.

La storia della costruzione è strettamente legata alle vicende delle famiglie che l'abitarono.
Comprendeva originariamente, oltre la zona padronale, anche la cappella gentilizia di famiglia, inglobata poi nell'oratorio dedicato all'Immacolata Concezione di Maria (oggi sede dell'Associazione Italiana Combattenti e Reduci), nel 1702.

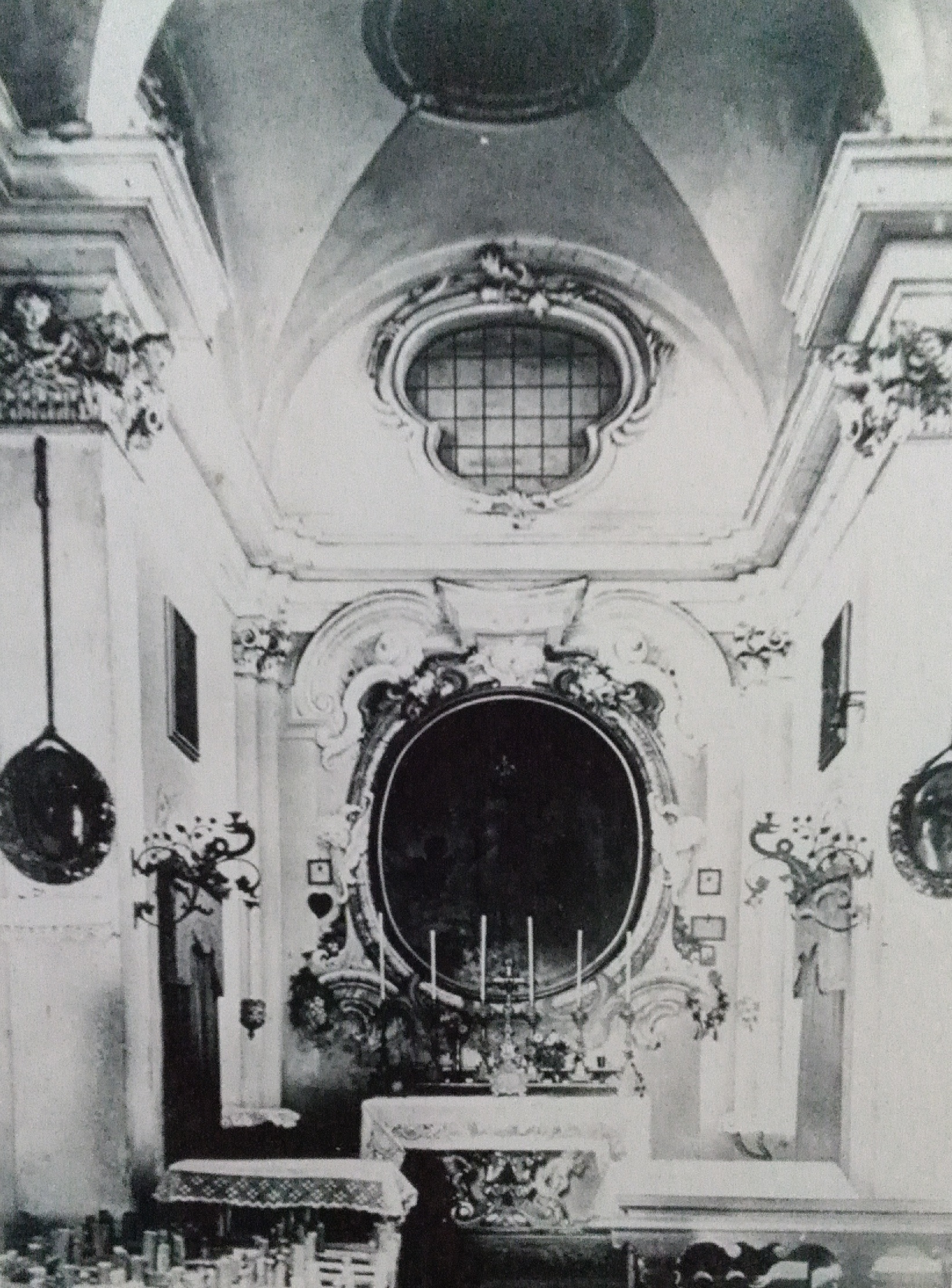
Ex cappella gentilizia

In passato la residenza era circondata da un vasto parco, purtroppo oggi perduto a causa delle varie speculazioni edilizie.
Nel catasto austro-ungarico del Regno Lombardo-Veneto (1855) l'intero complesso dava vita ad un nucleo unitario che si affacciava su piazza Piscina (attuale piazza Garibaldi), su via Baldironi e su via Fiume. Quest'ultima, oltre ad essere un passaggio per il giardino posto a sud, era l'ingresso principale della villa.
I Paleari successivamente, divenuti nuovi proprietari dal 1897, spostarono l'ingresso su piazza Garibaldi, conferendo alla stessa dimora un tono marcatamente più classico, demolirono il collegamento con la cappella e costruirono una serie di locali di servizio.
I Reati, dopo il 1940, sostituirono la vecchia scala di collegamento tra i piani con una nuova scala in stile liberty e nel cortile, tra la villa e l'edificio della cappella, edificarono un capannone-laboratorio; gli spazi al piano terra furono utilizzati per attività produttive (vetreria), causando notevoli danni agli affreschi, mentre al primo piano i locali furono controsoffittati e riorganizzati per ospitare due appartamenti.

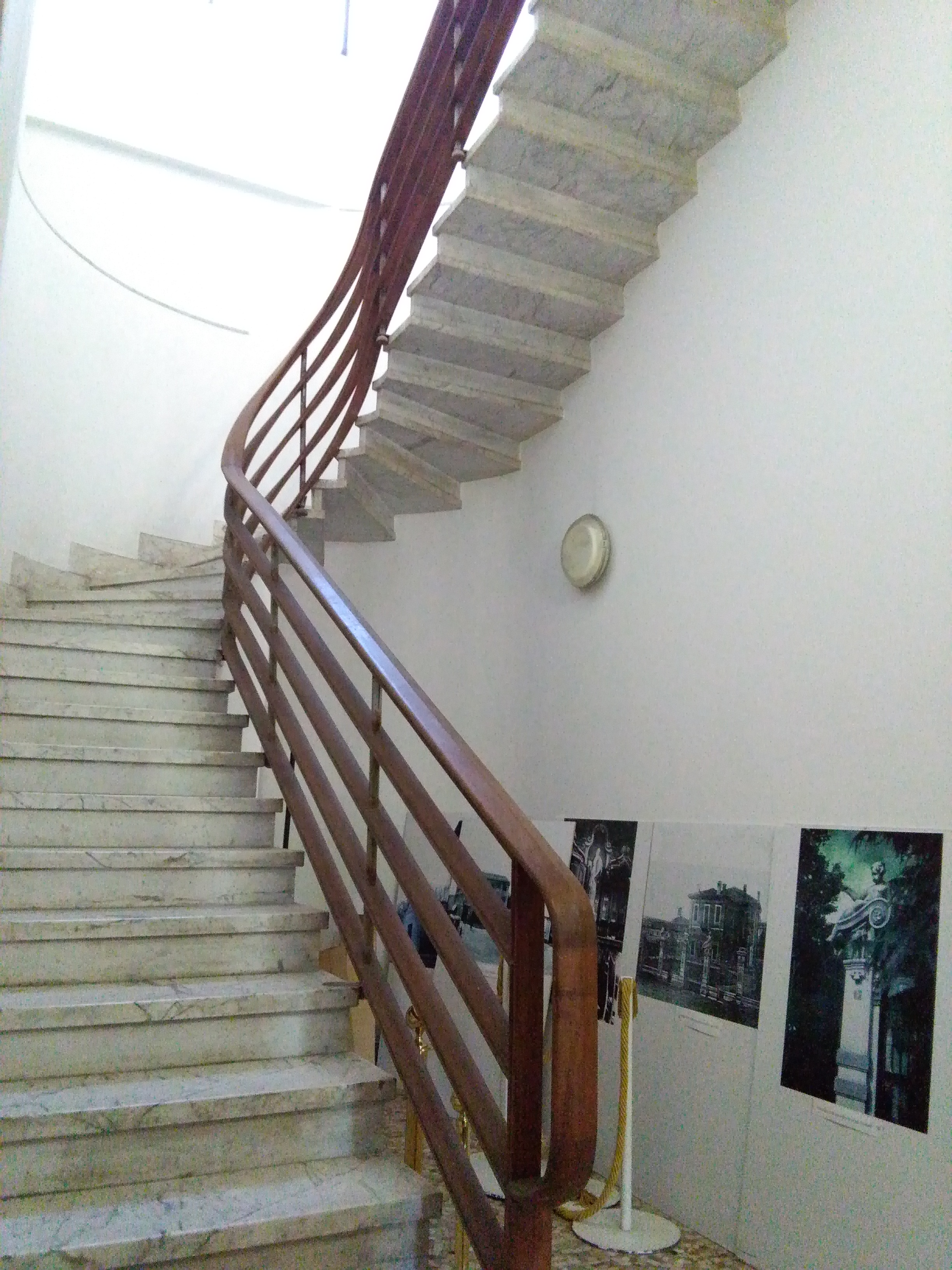
Scalone in stile liberty

La villa venne acquistata dall'Amministrazione Comunale nel 1981 e furono eseguiti i primi interventi: fu demolito il capannone-laboratorio e successivamente si intervenne sulla copertura (1986). Fra il 1997 e il 2001 è stato portato a termine l'intervento di restauro conservativo di tutti gli affreschi e delle sale a piano terra, cui è seguita la riapertura al pubblico delle sale nobili del piano terra, finalmente restituite al loro splendore originario. Successivamente si sono svolti i lavori per il recupero ed il restauro conservativo del primo piano della villa, completati nei primi mesi del 2007.

## Composizione della villa
La villa si compone di due piani fuori terra, per un totale di 650 m.
Il piano terra è formato dalle seguenti sale interamente affrescate:

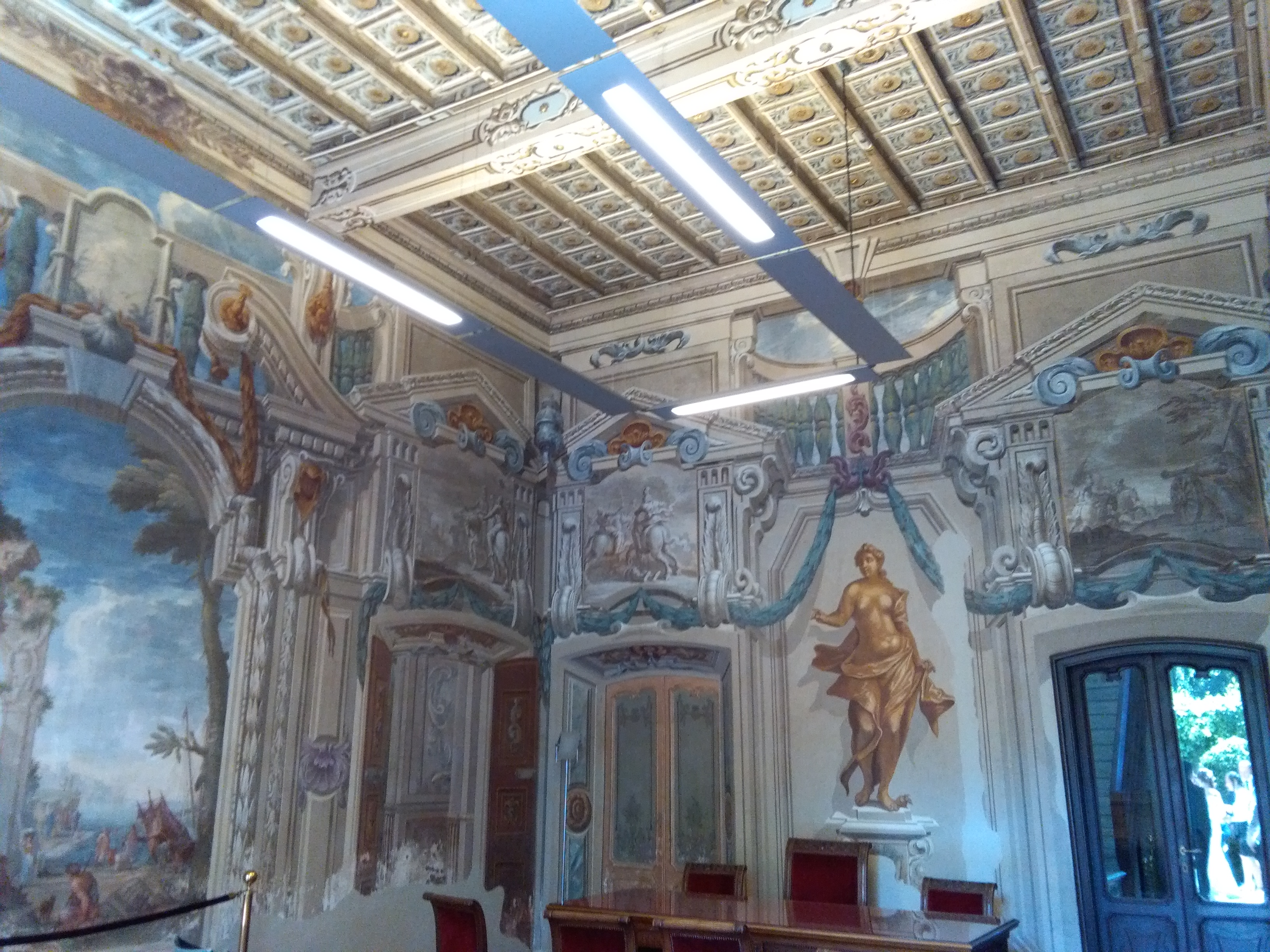
Sala delle Battaglie

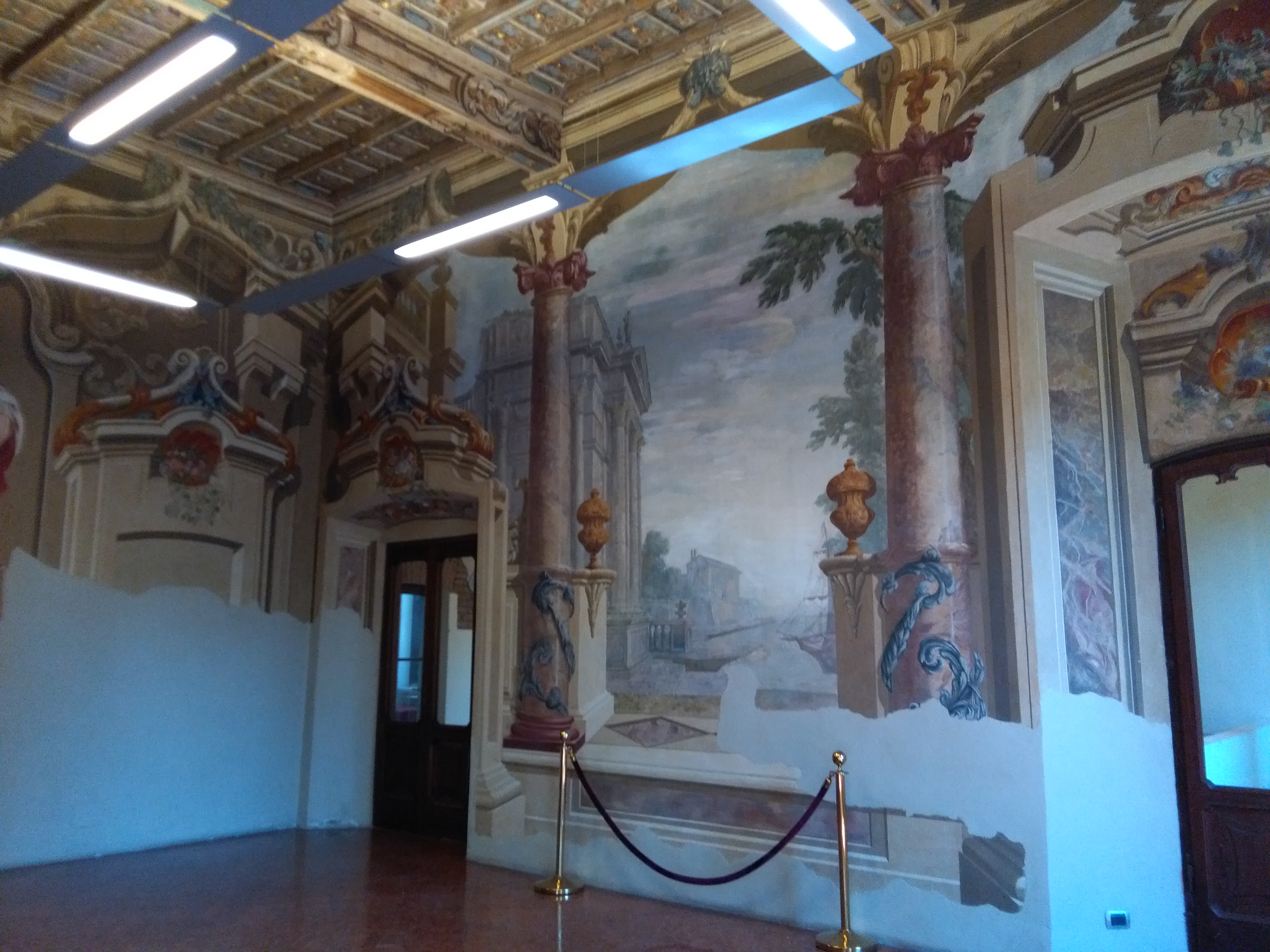
Sala della Marina

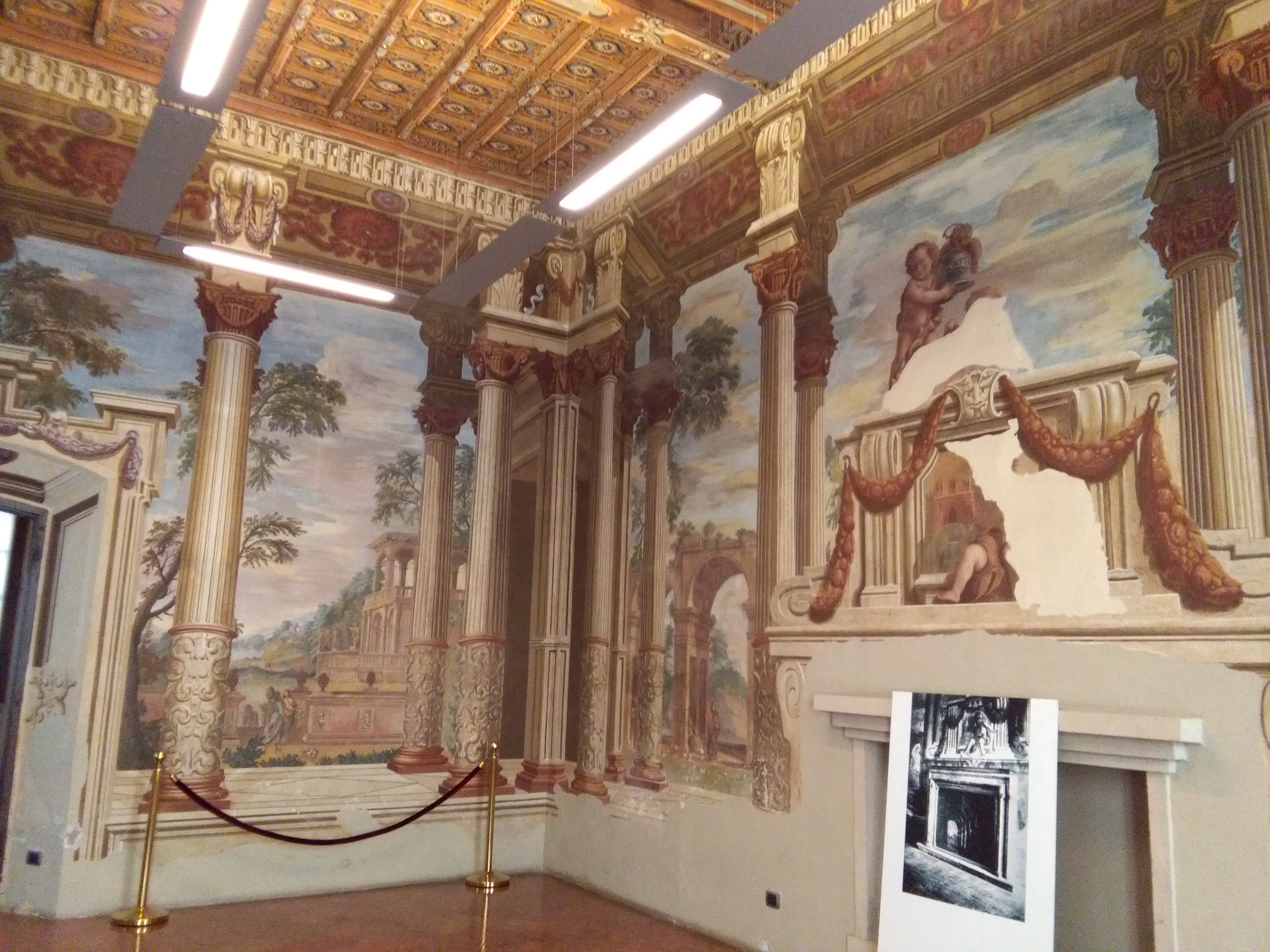
Sala delle Colonne

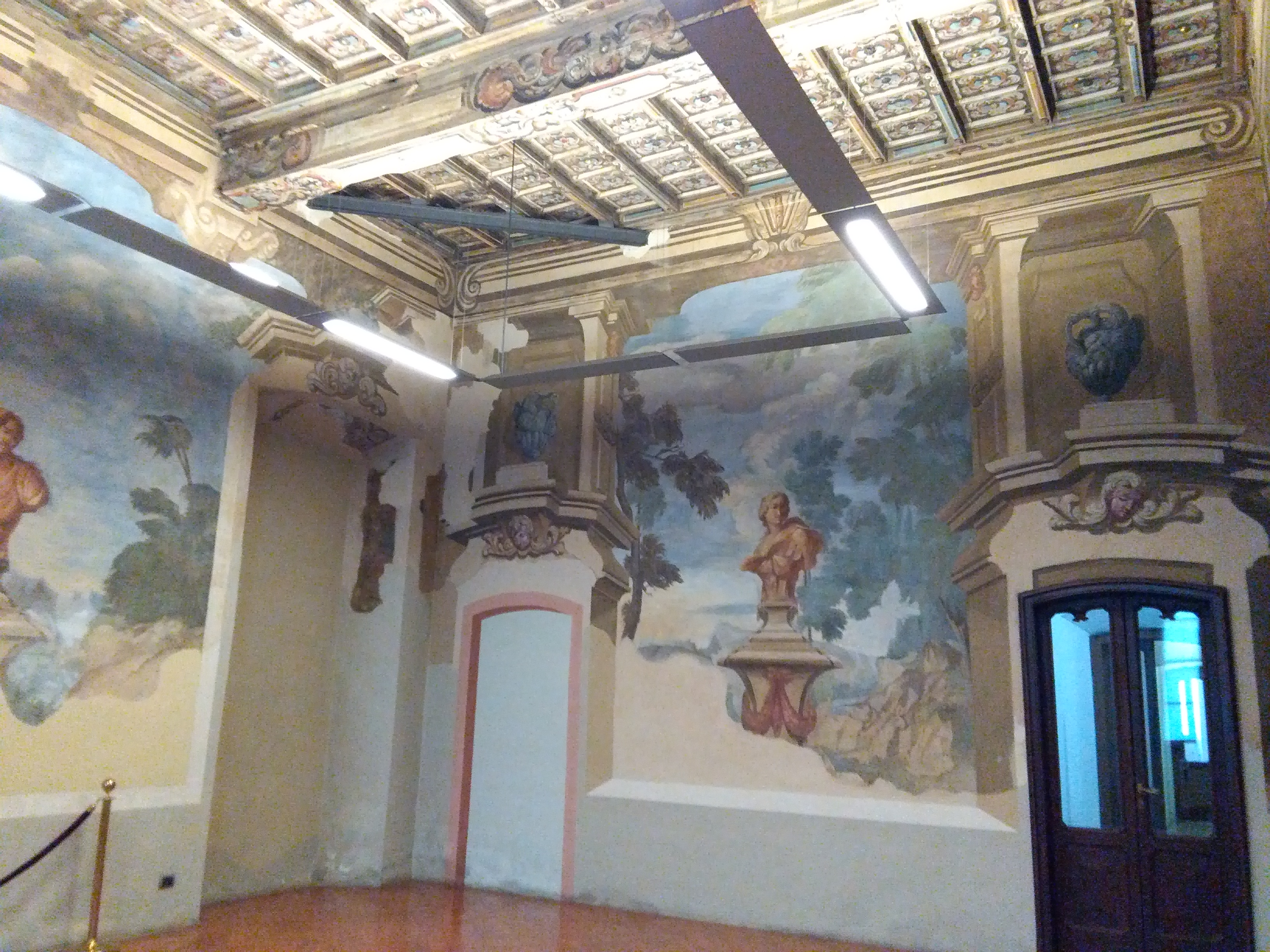
Sala dei Busti

- Sala delle Battaglie, con soggetti mitologici dediti alla guerra
- Sala dei Busti, con dipinti di busti romani
- Sala delle Colonne, con particolari colonne dipinte con l'illusione ottica e l'effetto di sostenere le travi del soffitto
- Sala Marina, con soggetti mitologici legati al mare
- Atrio e Scalone Liberty.

I parquet delle sale, molto deteriorati, sono stati eliminati durante il restauro.
Il primo piano è formato da una serie di locali, corrispondenti a quelli del piano terra. Il restauro conservativo terminato nel 2007 ha eliminato divisori e controsoffitti, rivelando così pregevoli cornici affrescate con elementi floreali.
A metà della scala si apre un piccolo locale dal quale, attraverso un corridoio di servizio, era un tempo possibile affacciarsi ad un balcone nella cappella, probabile accesso privato dei proprietari della villa.
Al piano terra, una piccola scala conduce ad una cantina sotterranea.
La cappella, sede dell'Associazione Combattenti e Reduci, risulta attualmente divisa da un controsoffitto poco al di sotto della cornice della volta. Le originali decorazioni al piano terra non sono più visibili, mentre al primo piano risultano hanno subito notevoli danni, in particolare gli stucchi.

### Attualità
La villa resta di proprietà comunale, che si spera promuoverà presto un'integrazione del sito artistico nell'ambito di un Sistema turistico locale, inserendo la dimora cinquecentesca nei tour della Brianza.
Attualmente infatti è aperta al pubblico, con visite guidate, solo in rare e particolari occasioni, come nell'ambito di : "Ville Aperte in Brianza", la manifestazione culturale briantea che si svolge a fine Settembre, ogni anno.
Nel complesso è possibile celebrare i matrimoni di rito civile.

## Le origini
Non si hanno notizie certe e documentate sull'esatta datazione dell'edificazione e sul progettista della villa.
Si è propensi ad accettarne una origine cinquecentesca, ipotesi che sembra confermata da alcuni elementi strutturali ed estetici, nonché dalla struttura porta-campana a forma di timpano posta sul tetto della villa, tipicamente cinquecentesca.
Per una datazione più precisa occorrerebbe sottoporre l'intero complesso ad indagini chimico-fisiche sulle murature e tipologiche sulle fondamenta.

## Architettura della villa
L'edificio è a due ordini: il piano terra, con quattro sale più gruppo servizi e vano scala, e il piano primo, con otto locali più vano scala.
Le sale del piano basso hanno pareti con cicli di grandi affreschi databili tra la fine del XVII e gli inizi del XVIII secolo e da soffitti con boiseries a cassettoni, con legno intarsiato e dipinto.

## Gli affreschi interni
Gli affreschi interni, probabilmente attribuibili a Giovanni Ghisolfi di scuola veneziana che lavorò similmente anche a Palazzo Arese Borromeo a Cesano Maderno,  mostrano scenografie architettoniche di colonne marmoree dipinte, che creano una sorprendente illusione ottica di reggere apparentemente le travi dei soffitti.
Vi sono portali con festoni e putti, che inquadrano paesaggi di edifici classici e ruderi e una sala della Marina.
L'edificio è vincolato dalla Sovrintendenza, visto il notevole valore storico-artistico e documentario delle decorazioni artistiche.